# Premios Shorty
Los Premios Shorty, en inglés Shorty Awards, acortado a Shorties, es un evento anual de premios que rinde homenaje a los mejores creadores de contenido en distintos formatos digitales. En sus inicios el premio estaba organizado por la Fundación John S. and James L. Knight, en la actualidad está organizado por la empresa de medios Sawhorse Media. Cuando se creó en 2008, los premios estaban centrados en premiar a los creadores de contenido en Twitter, después se amplió para integrar contenidos creados en otras redes sociales, incluyendo, entre otras: YouTube, Tumblr, Foursquare, Facebook y en su momento la desaparecida Vine. En la actualidad premia a influencers, marcas y organizaciones en numerosas categorías digitales más allá de las redes sociales.
Los usuarios de Twitter indican seis finalistas en cada categoría y un jurado formado por expertos y celebridades juzga y eligen a los ganadores. La ceremonia de entrega de premios se produce en primavera y se transmite en directo vía streaming en el sitio oficial del premio. En 2012, la revista Forbes escribió un artículo sobre los Shorties donde indicaba: "Los Shorty reconocen que los medios sociales sirven para mucho más que obtener seguidores, estamos creando millones de fragmentos de una nueva escritura que definirá nuestra generación. nuestra historia."